# Gyepükaján
Gyepükaján község Veszprém vármegyében, a Sümegi járásban. A település eredetileg Szent István magyar király korától az 1950-es megyerendezésig Zala vármegyéhez tartozott.

## Fekvése
Sümegtől északkeletre, Devecsertől délnyugatra, mindkettőtől közel azonos távolságra, 10-12 kilométerre fekvő település, a két várost összekötő 7324-es út mentén. Legközelebbi szomszédai Káptalanfa és Csabrendek.

## Története
A település és környéke az itt talált sírkőmaradványokból következtethetően már a római korban lakott hely volt.
A mai falu területén egykor két falu is állt: Gyepü és Kajánföldje. A Gyepű védősávot, elválasztó határt jelentett, nevét 1353-ban említette először oklevél. Gyepű települést 1894-ben egyesítették a szomszédos Kajánföldjével.

### Nagykeszi
A falutól két kilométerre állt egykor a mára már elpusztult Árpád-kori Szentkirálykeszi, melynek részei Nagykeszi és Kiskeszi néven voltak ismertek. A falut valamikor a honfoglalás környékén a Keszi katonai törzsből Géza fejedelem korában István és Koppány vezér közötti ellentétek hatására telepítették. A Keszi törzs feladata ez időszakban a meghatározott helyeken az utak, folyami átkelőhelyek biztosítása volt.
Nagykeszi nevét 1230-ban említette először oklevél. Később egy 1346-ban kelt birtokleírás is megemlítette Szent Péter tiszteletére emelt egyházát. Nagykeszi a 14–15. században a Keszieké és a szomszédos Csabiaké volt, de részbirtokosa volt a Pápai család és a fehérvári káptalan is.
A falut 1421-ben, 1458-ban és 1474-ben már Szentkirálykeszi néven említették. De a 16. századi adóösszeírásokban is mindvégig Szentkirálykeszi néven tartották nyilván. 1531-ben Csabi Istvánnak 1 puszta, 3 adófizető és 3 szegény telke, Csabi Mihály özvegyének 3 adófizető, 2 puszta és 5 szegény telke, Hosszútóti Lászlónak 4 puszta telke volt itt. Az 1542. évi összeírás szerint pedig Csabi Farkas 2 adófizető, 2 szegény és 2 puszta telket, Csabi Péter 2 adófizető 4 szegény telket, Hosszutóti László 1 adófizető telket birtokolt itt.
1548-ban már puszta-községként szerepelt. Feltehetően a török időkben pusztult el a település. Az 1500-as évek második felében valószínűleg csak részbeni újra településére került sor, mivel 1588-ban és 1594-ben nevét újból említették, ekkor Csabi Mihálynak fél adófizető telke volt itt. Ezután neve többé nem szerepelt az összeírásokban, mára csak egykori templomának romjai maradtak fenn.

## Közélete

### Polgármesterei
- 1990–1994: Kopecskó Dénes (független)[3]
- 1994–1998: Kopecskó Dénes (független)[4]
- 1998–2002: Kopecskó Dénes (független)[5]
- 2002–2006: Lovasi Attila (független)[6]
- 2006–2010: Lovasi Attila (független)[7]
- 2010–2014: Lovasi Attila (független)[8]
- 2014–2019: Trejer Gabriella (független)[9]
- 2019–2024: Trejer Gabriella (független)[10]
- 2024– : Szilágyi Lajos (független)[1]

## Nevezetességek
- Nagykeszi egykori templomának tornya, amelynek maradványai máig fennmaradtak. A templom védelmi jellegű épület is volt, földszintje ablaktalan, a felsőbb emeleteket lőrésablakokkal látták el. Erre utal az is, hogy a hajó és a torony közötti átjárás a földszinten hiányzik. A toronyba a kegyúri karzatról, az első emeletről lehet bejutni. A templom megközelítően kör alakú kerítő falának nyomai máig jól kivehetők. Átmerője 30 méter körül volt. A templom a 12-13. században épülhetett, és Szent Péternek szentelték.

## Galéria

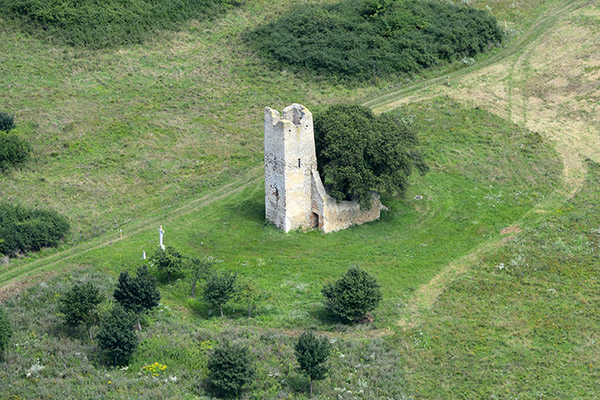
Árpád-kori templom romja a levegőből
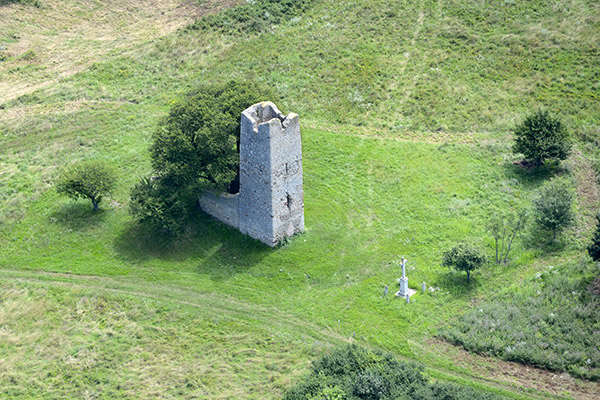
Gyepükaján, Árpád-kori templom légi felvétel
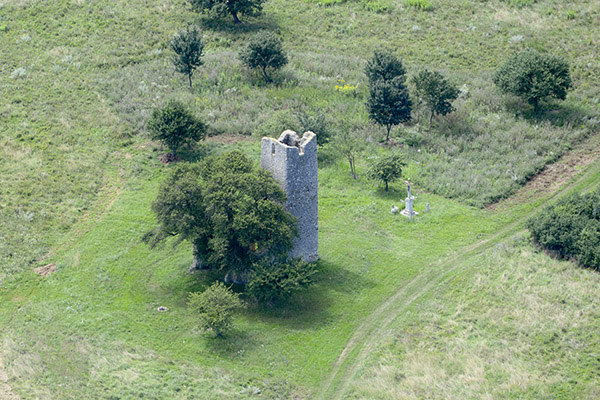
Nagykeszi község Árpád-kori temploma légi fotón

## Népesség
A település népességének változása:
| Lakosok száma | 323  | 322  | 313  | 340  | 344  | 351  | 344  |
|               | 2013 | 2014 | 2015 | 2021 | 2022 | 2023 | 2024 |

A 2011-es népszámlálás során a lakosok 97,3%-a magyarnak, 2,4% cigánynak, 0,6% németnek, 0,3% lengyelnek mondta magát (2,4% nem nyilatkozott; a kettős identitások miatt az végösszeg nagyobb lehet 100%-nál). A vallási megoszlás a következő volt: római katolikus 74,3%, református 3,9%, evangélikus 0,9%, felekezeten kívüli 11,3% (8,4% nem nyilatkozott).
2022-ben a lakosság 83,7%-a vallotta magát magyarnak, 1,7% cigánynak, 0,6% németnek, 0,3% egyéb, nem hazai nemzetiségűnek (16,3% nem nyilatkozott; a kettős identitások miatt a végösszeg nagyobb lehet 100%-nál). Vallásuk szerint 43,6% volt római katolikus, 1,7% református, 0,6% evangélikus, 0,6% izraelita, 0,9% egyéb keresztény, 2% egyéb katolikus, 3,2% felekezeten kívüli (47,4% nem válaszolt).